# Ligue belge francophone d'athlétisme
 (juin 2024).
 (juin 2024).
 (juin 2024).
La mise en forme du texte ne suit pas les recommandations de Wikipédia : il faut le « wikifier ».
Les points d'amélioration suivants sont les cas les plus fréquents. Le détail des points à revoir est peut-être précisé sur la page de discussion.
- Les titres sont pré-formatés par le logiciel. Ils ne sont ni en capitales, ni en gras.
- Le texte ne doit pas être écrit en capitales (les noms de famille non plus), ni en gras, ni en italique, ni en « petit »…
- Le gras n'est utilisé que pour surligner le titre de l'article dans l'introduction, une seule fois.
- L'italique est rarement utilisé : mots en langue étrangère, titres d'œuvres, noms de bateaux, etc.
- Les citations ne sont pas en italique mais en corps de texte normal. Elles sont entourées par des guillemets français : « et ».
- Les listes à puces sont à éviter, des paragraphes rédigés étant largement préférés. Les tableaux sont à réserver à la présentation de données structurées (résultats, etc.).
- Les appels de note de bas de page (petits chiffres en exposant, introduits par l'outil «  Source ») sont à placer entre la fin de phrase et le point final[comme ça].
- Les liens internes (vers d'autres articles de Wikipédia) sont à choisir avec parcimonie. Créez des liens vers des articles approfondissant le sujet. Les termes génériques sans rapport avec le sujet sont à éviter, ainsi que les répétitions de liens vers un même terme.
- Les liens externes sont à placer uniquement dans une section « Liens externes », à la fin de l'article. Ces liens sont à choisir avec parcimonie suivant les règles définies. Si un lien sert de source à l'article, son insertion dans le texte est à faire par les notes de bas de page.
- La présentation des références doit suivre les conventions bibliographiques. Il est recommandé d'utiliser les modèles {{Ouvrage}}, {{Chapitre}}, {{Article}}, {{Lien web}} et/ou {{Bibliographie}}. Le mode d'édition visuel peut mettre en forme automatiquement les références.
- Insérer une infobox (cadre d'informations à droite) n'est pas obligatoire pour parachever la mise en page.

Pour une aide détaillée, merci de consulter Aide:Wikification.
Si vous pensez que ces points ont été résolus, vous pouvez retirer ce bandeau et améliorer la mise en forme d'un autre article.
La Ligue belge francophone d'athlétisme (LBFA) est une association sans but lucratif (asbl) belge constituée en 1978.
La LBFA a adhéré à la Ligue royale belge d'athlétisme (LRBA), qui seule est membre de l'Association internationale des fédérations d'athlétisme (IAAF).

## Historique
La « Fédération belge des sociétés de course à pied » voit le jour en 1889 ; il s’agit de la première fédération d’athlétisme belge. Elle laisse place en 1895 à « l’Union belge des sports athlétiques », qui regroupe des sociétés pratiquant le football, le cyclisme, etc.
L’athlétisme belge prend son indépendance le 3 mars 1912 avec la naissance de la « Ligue belge d’athlétisme ». Quatre mois plus tard, le 17 juillet 1912, cette même ligue est présente à Stockholm avec 16 autres pays pour préparer la constitution d’une Fédération internationale d'athlétisme amateur  (IAAF, sigle anglais). L’année suivante (1913), le 2e Congrès de l’IAAF  à Berlin, accepte la première constitution et la première liste des membres de la fédération, réunissant 34 pays, dont la L.B.A.
La « Ligue belge d’athlétisme » reçoit en 1929 le titre « royal » des mains du roi Albert Ier. On parle dès lors de la « Ligue royale belge d’athlétisme ». Le 4 août 1937, elle est transformée en association sans but lucratif par acte notarié. Elle est très active sur les plans européen et mondial, organisant notamment les Championnats d'Europe d'athlétisme 1950 au stade du Heysel et le premier championnat du monde de cross à Waregem en 1973.
En 1978, deux ligues régionales sont créées en complément de la L.R.B.A. : la Ligue belge francophone d’athlétisme (L.B.F.A.) et la Vlaamse Atletiekliga (V.A.L.). Lors de leur création, la majorité des compétences de la L.R.B.A. leur sont conférées. Ces nouvelles ligues adhèrent à la Ligue royale belge d’athlétisme, seule membre de la Fédération internationale d’athlétisme amateur (IAAF).
La L.B.F.A. s'est constituée en 1978 en association sans but lucratif (a.s.b.l.), conformément à la loi belge sur les ASBL du 27 juin 1921 et au décret du ministère (belge) de l’Éducation nationale et de la Culture française du 22 décembre 1977. Elle comptait alors 6 186 licenciés.

## Objectifs
La L.B.F.A. a pour but de :
- promouvoir la pratique sportive dans toutes ses composantes ;
- contribuer, par ses activités, à l’épanouissement et au bien-être physique, psychique et social de ses membres et de ses affiliés ;
- favoriser la participation à des activités sportives se rapportant directement ou indirectement aux diverses disciplines de l’athlétisme ;
- contribuer au développement de programmes de détection, de perfectionnement et de suivi des sportifs présentant des potentialités permettant d’augurer des résultats significatifs à l’occasion des Jeux olympiques, des championnats du monde, d’Europe ou de toute autre compétition de haut niveau.

Elle se propose d’atteindre ce but par l'organisation d'activités au niveau local, régional ou de l'ensemble des communautés française et germanophones. Elle tend à encourager la population à la pratique de l’athlétisme, ainsi qu’à la création, la gestion, l'organisation, l'entretien et la direction de toutes œuvres, cercles ou groupements poursuivant les mêmes buts.
L'association peut également entreprendre toutes les activités visant à réaliser son but. Dans ce sens, elle peut aussi exercer, à titre accessoire, certaines activités, à condition que le produit de celles-ci soit uniquement destiné à la réalisation de l'objet principal.
Enfin, la L.B.F.A. se doit d’être un modèle dynamique et enthousiaste de ligue compétente dans le développement et la promotion de l’athlétisme sous toutes ses formes, sur piste ainsi qu’en hors-stade, y compris dans la valorisation de chacune de ses disciplines en particulier.

## Disciplines
Considéré généralement comme le premier sport olympique, l’athlétisme regroupe les disciplines suivantes : le cross, les sprints, les haies, les relais, les sauts verticaux (la perche et la hauteur), les sauts horizontaux (la longueur et le triple saut), les lancers (le poids, le javelot, le disque et le marteau), les courses de fond et de demi-fond, les courses hors stade, le trail, la marche athlétique, les épreuves combinées et les courses sur route.
L’ensemble des athlètes est réparti en catégories d’âge dès 6 ans révolus.
En 2011, la L.B.F.A. compte plus de 10 000 licenciés répartis sur 47 cercles, 21 300 affiliés, et plus de 300 compétitions indoor et outdoor.

## Locaux
Depuis 1998, la L.B.F.A. a élu domicile à la Maison de l’Athlétisme, qui se situe à côté du Stade Roi Baudouin, Avenue de Marathon 119D à Bruxelles. Celle-ci abrite également les bureaux de la L.R.B.A., de la V.A.L. et du Mémorial Van Damme.

## Organisation
La L.B.F.A. est dirigée par un Comité Directeur et des Comités Provinciaux. Le Comité d’appel n’a de pouvoir décisionnel que du point de vue disciplinaire et non du point de vue directif de la ligue.
Le Comité Directeur possède les pouvoirs les plus étendus concernant l’administration de la L.B.F.A. Certains membres de ce comité sont désignés afin de se charger des affaires urgentes, et ceux-ci composent le bureau du Comité Directeur. On y compte :
- Le Président, qui dirige la ligue, les travaux du comité directeur et veille à l’application de toutes les décisions. Il est chargé de représenter la L.B.F.A. sur le territoire et à l’étranger ;
- Les deux Vice-présidents ;
- Le Secrétaire Général, qui est chargé de la gestion courante (journalière et ordinaire) ainsi que de la gestion du personnel. Il est également responsable de l’ensemble des publications de la ligue ;
- Et le Trésorier Général, responsable des comptes, qui veille à la bonne gestion financière. Il organise la comptabilité et règle les dépenses quotidiennes.

### Les Comités Provinciaux
La mission principale des Comités Provinciaux est de gérer et de promouvoir l’athlétisme au sein de leur province respective ainsi que d’en élire l’administrateur qui les représente. Ils doivent gérer et organiser les compétitions officielles de la ligue prévues dans leur province, soit directement soit par l’intermédiaire d’un cercle.

### Le Comité d’Appel
Ce comité est compétent lorsqu’une partie fait appel lors des pénalisations rendues en matière disciplinaire par un comité ou une commission de la L.B.F.A.

### Les responsables de Département
Les responsables de départements – administratif et technique - sont engagés sous les liens d’un contrat de travail d’employé et rémunéré. Ils assistent sur convocation aux séances du Comité Directeur, du Bureau, des différentes commissions sans voix délibérative.
Les responsables de départements assistent étroitement le Président, le Secrétaire général et les membres du Bureau dans la direction et la gestion de leur département ; ils appliquent les décisions du Comité directeur et de l’assemblée générale et exécutent les instructions de leurs différents référents.
Le Directeur administratif est responsable des départements Administration/Comptabilité et Communications ; le Directeur technique est responsable du département Technique/Sports.

### Le Directeur technique
Le Comité Directeur s’est doté d’un exécutif sportif, dénommé Direction technique, composé de techniciens de l’athlétisme, chargés de remplir les missions qui lui ont été assignées.
La Direction technique est dirigée par un Directeur technique. Celui-ci peut se faire assister par un ou plusieurs Directeurs techniques adjoints et par des adjoints administratifs. Elle comprend un cadre dont la composition en effectifs est déterminée par le Comité Directeur sur proposition du Directeur technique. La gestion journalière se réalise sous le contrôle du Secrétaire général et du Trésorier général. Tous les membres de la Direction technique doivent respecter scrupuleusement les principes de déontologie définis par le Comité Directeur.
Les missions du Directeur technique, du ou des Directeurs techniques adjoints, et de l’adjoint administratif ainsi que les compétences, prérogatives et activités de la Direction technique sont exécutées dans le respect d’un règlement de fonctionnement présenté par le Directeur technique et approuvé par le Comité Directeur.

### Les Commissions, groupes de travail, cellules
À l’exemption des Présidents des commissions antidopage et de discipline qui sont présidées respectivement par un médecin ou un juriste et un juriste, assisté d’un membre du Comité Directeur, les commissions et les groupes de travail sont présidés par un membre du Comité Directeur, désigné par celui-ci et sauf décision contraire pour une période de 4 ans.
Les candidatures pour chaque commission et groupe de travail sont présentées par les cercles dès la demande formulée par le Comité Directeur. Chaque candidat doit avoir atteint la majorité légale.
Les Commissions sont constituées exclusivement de membres de cercles. Les Groupes de travail sont constitués majoritairement de membres de cercles mais peuvent s’adjoindre un ou plusieurs experts pour l’étude de points ou cas précis.

## Assemblée Générale
Celle-ci est composée des cercles, chacun étant représenté par des délégués. Elle a, entre autres, pour tâche l’élection du Président de la ligue, des membres du Comité Directeur et du Comité d’Appel. Elle est seule compétente pour la modification des statuts de l’a.s.b.l. et du règlement d’ordre intérieur. Elle approuve également chaque année le budget et le bilan.

### Présidence
Le Président est élu par l’Assemblée Générale. Il présente un programme qu’il développera durant son mandat d’une durée de quatre ans.

### Cercles
Les cercles doivent être :
- Constitué légalement en association sans but lucratif,
- Géré par un conseil d’administration d’au moins trois personnes dont un Président, un Secrétaire et un Trésorier. Ces mandats ne sont pas compatibles. Les administrateurs sont élus exclusivement par des affiliés à la L.B.F.A.
- Titulaire d’un compte financier de dépôt ouvert au nom de l’association;
- Régi par des statuts et un règlement d’ordre intérieur qui ne sont pas contraires aux statuts et règlements de la L.B.F.A., aux lois et décrets qui nous concernent ou à l’ordre public.
- De n’être pas affilié auprès d’une autre fédération ou Ligue belge, dont l’objet social est la pratique ou la promotion de l’athlétisme sous quelque forme que ce soit.
- Compter au moins 25 membres affiliés, dont 20 licenciés à la fin de l’année athlétique qui suit celle de son agrégation par le Comité Directeur.

L’acceptation définitive d’un cercle le rendant membre effectif (cercle associé) est acquise lorsque, le fait d’avoir obtenu l’acceptation provisoire, il remplit toutes les conditions requises par les statuts et le règlement intérieur de la L.B.F.A.
Les cercles sont constitués d’affiliés (membre : dirigeant, officiel, entraineur) et de licenciés (membres affiliés, possédant la « licence » pour l’année athlétique en cours et lui permettant de participer aux compétitions).
La L.B.F.A. et les Comités fédéraux s’adressent au correspondant officiel désigné par le conseil d’administration du cercle. Celui-ci en sera administrateur et de préférence son secrétaire.
Chaque cercle dispose d’un nombre de voix lors d’une assemblée générale des cercles. Les voix sont attribuées sur base de recensement défini par le Règlement d’ordre intérieur arrêté au 31 octobre de chaque année par l’administration fédérale et couvrant la dernière année athlétique (du 1er novembre au 31 octobre). Les voix sont essentiellement fonction du nombre de licences et de la participation effective aux organisations de la L.B.F.A.

## Cercle membre de Ligue belge francophone d'athlétisme[1]
| Club                                                      | Année de création | Localité                              | Stade                                                     | Province/Région              |
| --------------------------------------------------------- | ----------------- | ------------------------------------- | --------------------------------------------------------- | ---------------------------- |
| CABW (Club athlétisme du Brabant Wallon)                  | 1954              | Nivelles                              | Stade du parc de la Dodaine                               | Province du Brabant wallon   |
| CSDY                                                      | 1972              | Louvain-la-Neuve/Perwez               | Complexe sportif de Blocry/Centre Sportif de Perwez       | Province du Brabant wallon   |
| RIWA (Rixensart Wavre athletic club)                      | 1989              | Rixensart/Wavre                       | Complexe Sportif de Rixensart                             | Province du Brabant wallon   |
| USBW (Unions sportif du Brabant Wallon)                   | 1969              | Braine-l'Alleud                       | Stade Gaston Reiff                                        | Province du Brabant wallon   |
| CSF (Centre sportif la Forestoise)                        | 1909              | Forest (Bruxelles)                    | Stade Bertelson                                           | Région de Bruxelles-Capitale |
| DACM (Daring athletic club Molenbeek)                     | 1993              | Molenbeek-Saint-Jean                  | Stade du Sippelberg                                       | Région de Bruxelles-Capitale |
| IAAC (Royal Ixelles Auderghem Athlétisme Club)            | ?                 | Ixelles/Auderghem                     | Centre sportif de la Forêt de Soignes                     | Région de Bruxelles-Capitale |
| RCAS (Royal Cercle Athletique Schaerbeek)                 | 1912              | Schaerbeek                            | Stade Terdelt                                             | Région de Bruxelles-Capitale |
| RRCB (Royal racing club Bruxelles)                        | 1912              | Watermael-Boitsfort                   | Stade des Trois Tilleuls                                  | Région de Bruxelles-Capitale |
| Royal Excelsior Sports Club Brussels                      | 1904              | Laeken                                | Stade Roi Baudouin/Stade Victor Boin                      | Région de Bruxelles-Capitale |
| RSCA (Royal Sporting Club Anderlecht)                     | 1908              | Anderlecht                            | Stade communal Anderlecht                                 | Région de Bruxelles-Capitale |
| WS (White star)                                           | 1948              | Woluwe-Saint-Lambert                  | Stade Fallon                                              | Région de Bruxelles-Capitale |
| ACBB (Athletic club Bernissart Beloeil)                   | ?                 | Bernissart/Belœil (Belgique)          | Stade du Préau                                            | Province de Hainaut          |
| ACDC (Athletic club des collines)                         | 2020              | Anvaing                               | Piste d'athlétisme d'Anvaing                              | Province de Hainaut          |
| ACLE (Athletic club Lessines-Enghien)                     | ?                 | Lessines/Enghien                      | Stade Des Camomilles                                      | Province de Hainaut          |
| RACLO ( Royal athletic club La Louvière)                  | 1911              | La Louvière                           | Stade du Tivoli                                           | Province de Hainaut          |
| ACTE (Athletic club Thuin Erquelinnes)                    | ?                 | Thuin/Erquelinnes                     | Piste du Centre Sportifs Les Dauphins, Gozée              | Province de Hainaut          |
| ATH                                                       | ?                 | Ath                                   | Stade Séquoia                                             | Province de Hainaut          |
| CRAC Cercle royal d'athlétisme de Charleroi               | 1904              | Charleroi                             | Stade Jonet                                               | Province de Hainaut          |
| DS (Dour Sport)                                           | 1964              | Dour                                  | Stade De La Machine à Feu                                 | Province de Hainaut          |
| EAH (Entente athlétique du Hainaut)                       | 1971              | Le Bizet                              | Complexe Sportif de Bizet                                 | Province de Hainaut          |
| FLEU ( Fleurus athlétisme)                                | ?                 | Fleurus                               | Stade Augustin Cosse                                      | Province de Hainaut          |
| GOSP (Gosselies sport)                                    | 1908              | Gosselies                             | Stade Jonet                                               | Province de Hainaut          |
| JSMC (Jeunesse et sport Mouscron Comines)                 | ?                 | Mouscron/Comines-Warneton             | Stade Jeunesse et Sports                                  | Province de Hainaut          |
| MOHA ( Mons Obourg Hainaut athlétisme)                    | 1947              | Mons                                  | Stade Haulet                                              | Province de Hainaut          |
| OSGA (Olympique Saint-Ghislain athlétisme)                | ?                 | Saint-Ghislain                        | Stade Saint Lo                                            | Province de Hainaut          |
| UAC (Unions athlétique Chatelineau)                       | ?                 | Châtelineau                           | Stade Du Taillis-Pré                                      | Province de Hainaut          |
| RUSTA (Royal Union sportif Tournai Athlétisme)            | 1905              | Tournai                               | Stade de la Rusta                                         | Province de Hainaut          |
| ATC (Athletic Team Crisnée)                               | ?                 | Crisnée                               | Piste d'Athlétisme communale de l'école "La Buissonnière" | Province de Liège            |
| FAC (Royal Flémalle athletic club)                        | 1970              | Flémalle                              | Piste d'Athlétisme de Flémalle                            | Province de Liège            |
| FCHA (Football club Hannutois athlétisme)                 | 1983              | Hannut                                | Stade Lucien Gustin                                       | Province de Liège            |
| HERV (Herve athlétique club)                              | 1977              | Herve                                 | Stade Communal de Herve                                   | Province de Liège            |
| HF ( Union athlétique haute-fagne)                        | ?                 | Verviers                              | Stade de Bielmont                                         | Province de Liège            |
| LACE (Le club d'athlétisme de la communauté germanophone) | 1959              | Eupen                                 | Pas de stade                                              | Province de Liège            |
| MALM (Malmedy athletic club)                              | ?                 | Malmedy                               | Centre sportif de Malmedy                                 | Province de Liège            |
| HUY (Huy athletic club)                                   | 1946              | Huy                                   | Complexe Omnisports de Huy                                | Province de Liège            |
| RCA SPA (Royal Cercle athlétisme de Spa)                  | 1902              | Spa (ville)                           | Lycée de Manhay                                           | Province de Liège            |
| Royal Football Club de Liège Athlétisme                   | 1922              | Liège                                 | Province Naimette Arena                                   | Province de Liège            |
| Seraing Athlétisme                                        | ?                 | Seraing                               | Piste "Philippe Wathelet"                                 | Province de Liège            |
| WACO (Waremme athletic Club Oreye)                        | ?                 | Waremme/Oreye                         | Piste de l'Ipes                                           | Province de Liège            |
| BBS (Bertrix basse-Semois athletic club)                  | 1959              | Bertrix                               | Centre Sportif Communal de Bertrix                        | Province de Luxembourg       |
| CAF (Cercle athlétique de la Famenne Marche-Barvaux)      | ?                 | Barvaux-sur-Ourthe/ Marche-en-Famenne | Stade Communal de Barvaux                                 | Province de Luxembourg       |
| DAMP (Atlhetic club Dampicourt)                           | 1957              | Dampicourt                            | Stade des Fusillés                                        | Province de Luxembourg       |
| ULA (Union Lorraine athlétique)                           | 1956              | Arlon                                 | Int.Tech. ITELA                                           | Province de Luxembourg       |
| ACCO (Athlétic club Couvinois)                            | 1968              | Couvin                                | Piste de Chimay                                           | Province de Namur            |
| ARCH (Athletic running Ciney haute-Meuse)                 | 1973              | Ciney                                 | Piste de Ciney                                            | Province de Namur            |
| OCAN (Olympique club Andenne)                             | 1969              | Andenne                               | Andenne Arena                                             | Province de Namur            |
| ROCA (Rochefort athlétisme)                               | ?                 | Rochefort (Belgique)                  | Hall sportif de Rochefort                                 | Province de Namur            |
| SMAC (Sambre et Meuse athletic club)                      | 1974              | Namur                                 | Stade ADEPS de Jambes                                     | Province de Namur            |

## Intercercles LBFA mixe TC
Depuis 2023, les Championnats de Belgique interclubs d'athlétisme sont mixtes. Les deux premières divisions sont organisées par la Ligue royale belge d'athlétisme et comportent des clubs de la LBFA et Vlaamse Atletiekliga. Les divisions en dessous sont organisées séparément entre LBFA et Vlaamse Atletiekliga.
Les clubs suivants sont présents dans les deux premières divisions nationales : Royal Excelsior Sports Club Brussels, CABW (Club athlétisme du Brabant Wallon), Seraing Athlétisme, Royal Football Club de Liège Athlétisme, DAMP (Atlhetic club Dampicourt), MOHA (Mons Obourg Hainaut athlétisme)
La LBFA organise ces Intercercles en cinq divisions (DIV I, DIV II, DIV III, DIV IV, DIV V).
| DIV I                                          | DIV II                                    | DIV II                                    |
| ---------------------------------------------- | ----------------------------------------- | ----------------------------------------- |
| HERV (Herve athlétique club)                   | WS (White star)                           | RCA SPA (Royal Cercle athlétisme de Spa)  |
| RUSTA (Royal Union sportif Tournai Athlétisme) | USBW (Unions sportif du Brabant Wallon)   | RRCB (Royal racing club Bruxelles)        |
| CSF (Centre sportif la Forestoise)             | HUY (Huy athletic club)                   | DS (Dour Sport)                           |
| CSDY                                           | RIWA (Rixensart Wavre athletic club)      | HF ( Union athlétique haute-fagne)        |
| SMAC (Sambre et Meuse athletic club)           | RACLO ( Royal athletic club La Louvière)  | RCAS (Royal Cercle Athletique Schaerbeek) |
| BBS (Bertrix basse-Semois athletic club)       | JSMC (Jeunesse et sport Mouscron Comines) | ARCH (Athletic running Ciney haute-Meuse) |

| DIV IV                                      | DIV V                                                |
| ------------------------------------------- | ---------------------------------------------------- |
| FCHA (Football club Hannutois athlétisme)   | UAC (Unions athlétique Chatelineau)                  |
| WACO (Waremme athletic Club Oreye)          | OCAN (Olympique club Andenne)                        |
| OSGA (Olympique Saint-Ghislain athlétisme)  | MALM (Malmedy athletic club)                         |
| CRAC Cercle royal d'athlétisme de Charleroi | CAF (Cercle athlétique de la Famenne Marche-Barvaux) |
| ULA (Union Lorraine athlétique)             | FLEU ( Fleurus athlétisme)                           |
| Seraing Athlétisme (Equipe B)               | ROCA (Rochefort athlétisme)                          |
|                                             | ATH                                                  |
|                                             | ACBB (Athletic club Bernissart Beloeil)              |

## Intercercles LBFA Cadets-Scolaires[2]
Les Intercercles Cadets-Scolaires sont des Intercercles réservés aux athlètes des catégories cadets (14-15 ans) et scolaires (16-17 ans). Ces Intercercles sont mixtes : les hommes et les femmes comptent dans le même classement.
Les Intercercles sont composés de quatre divisions (DIV I, DIV II, DIV III, DIV IV).
| DIV I                                                       | DIV II                                     | DIV III                                        |
| ----------------------------------------------------------- | ------------------------------------------ | ---------------------------------------------- |
| MOHA ( Mons Obourg Hainaut athlétisme)                      | HERV (Herve athlétique club)               | HUY (Huy athletic club)                        |
| CABW(Club athlétisme du Brabant Wallon)                     | Royal Football Club de Liège Athlétisme    | RRCB (Royal racing club Bruxelles)             |
| CSF (Centre sportif la Forestoise)                          | HF ( Union athlétique haute-fagne)         | ARCH (Athletic running Ciney haute-Meuse)      |
| Seraing Athlétisme,Royal Football Club de Liège Athlétisme, | SMAC (Sambre et Meuse athletic club)       | RIWA (Rixensart Wavre athletic club)           |
| DAMP (Atlhetic club Dampicourt)                             | DS (Dour Sport)                            | RUSTA (Royal Union sportif Tournai Athlétisme) |
| CSDY                                                        | OSGA (Olympique Saint-Ghislain athlétisme) | BBS (Bertrix basse-Semois athletic club)       |
| Royal Excelsior Sports Club Brussels,                       | WS (White star)                            | ULA (Union Lorraine athlétique)                |
| JSMC (Jeunesse et sport Mouscron Comines)                   | WACO (Waremme athletic Club Oreye)         | RCA SPA (Royal Cercle athlétisme de Spa)       |

| DIV IV                                               |
| ---------------------------------------------------- |
| FCHA (Football club Hannutois athlétisme)            |
| CRAC Cercle royal d'athlétisme de Charleroi          |
| USBW (Unions sportif du Brabant Wallon)              |
| RSCA (Royal Sporting Club Anderlecht)                |
| RACLO ( Royal athletic club La Louvière)             |
| FLEU ( Fleurus athlétisme)                           |
| UAC (Unions athlétique Chatelineau)                  |
| OCAN (Olympique club Andenne)                        |
| CAF (Cercle athlétique de la Famenne Marche-Barvaux) |

## Intercercles LBFA Master[2]
Les Intercercles Masters sont des Intercercles réservés aux athlètes de plus de 35 ans. Contrairement aux Intercercles TC et cadets-scolaires, les Intercercles Masters se déroulent au même endroit pour tout le monde. Les Intercercles Masters sont mixtes : les hommes et les femmes comptent pour le même classement. Les Intercercles Masters sont organisés en cinq divisions (DIV I, DIV II, DIV III, DIV IV, DIV V).
| DIV I                                    | DIV II                                         | DIV III                                     |
| ---------------------------------------- | ---------------------------------------------- | ------------------------------------------- |
| Royal Excelsior Sports Club Brussels,    | CSDY                                           | CSF (Centre sportif la Forestoise)          |
| RIWA (Rixensart Wavre athletic club)     | RUSTA (Royal Union sportif Tournai Athlétisme) | FCHA (Football club Hannutois athlétisme)   |
| DAMP (Atlhetic club Dampicourt)          | SMAC (Sambre et Meuse athletic club)           | ARCH (Athletic running Ciney haute-Meuse)   |
| HUY (Huy athletic club)                  | USBW (Unions sportif du Brabant Wallon)        | OCAN (Olympique club Andenne)               |
| BBS (Bertrix basse-Semois athletic club) | UAC (Unions athlétique Chatelineau)            | CRAC Cercle royal d'athlétisme de Charleroi |
| CABW(Club athlétisme du Brabant Wallon)  | RCAS (Royal Cercle Athletique Schaerbeek)      | HERV (Herve athlétique club)                |

| DIV IV                                          | DIV V                                                |
| ----------------------------------------------- | ---------------------------------------------------- |
| RACLO ( Royal athletic club La Louvière)        | HUY (Huy athletic club) (Equipe B)                   |
| RRCB (Royal racing club Bruxelles)              | ARCH (Athletic running Ciney haute-Meuse) (Equipe B) |
| ULA (Union Lorraine athlétique)                 | ROCA (Rochefort athlétisme)                          |
| RIWA (Rixensart Wavre athletic club) (Equipe B) | ARCH (Athletic running Ciney haute-Meuse) (Equipe C) |
| CSDY (Equipe B)                                 | CSF (Centre sportif la Forestoise) (Equipe B)        |
| MOHA ( Mons Obourg Hainaut athlétisme)          | BBS (Bertrix basse-Semois athletic club) (Equipe B)  |

## Organisation Sportive de la LBFA[3]
La LBFA organise chaque année différents championnats pour chaque discipline et chaque catégorie.

### Championnat Indoor LBFA[3]
- Championnat LBFA Indoor Cadet et Scolaires
- Championnat LBFA Indoor de relais Relais 4 × 200 mètres Toutes Catégories
- Championnat LBFA Indoor Toutes Catégories + Juniors
- Championnat LBFA Indoor d'Épreuves combinées (athlétisme)

### Championnat outdoors LBFA[3]
- Championnat LBFA de lancers long hivernaux Toutes Catégories
- Championnat LBFA de 10 kilomètres sur route Toutes Catégories
- Championnat LBFA Toutes Catégories

- Championnat LBFA d'Épreuves combinées (athlétisme)
- Championnat LBFA de Relais
- Championnat LBFA Cadet et Scolaires

### Championnat de Cross-country LBFA[3]
- Championnat de la ligue Belge francophone d'athlétisme (LBFA) de Cross country

### Challenge BPM- Eric de Meu[4]
Le challenge ERIC DE MEU - BPM (Benjamins-Pupilles-Minimes) est un concours pour enfants âgés entre 7 et 12 ans.
Ce challenge est divisé en plusieurs manches qualificatives réparties dans toute la Belgique.
La compétition se déroule sous forme d'épreuves combinées : pentathlon pour les minimes et tétrathlon pour les pupilles et benjamin(e)s.
Une finale comprenant les meilleurs de chaque manche est ensuite organisée.

## Athlètes
Les athlètes (hommes et dames) font partie des cercles et sont répartis en catégories selon leur âge (au 31/12 de l'année de fin de la saison athlétique en cours) :
- Kangourous : de 6 à 7 ans
- Benjamins : de 8 à 9 ans
- Pupilles : de 10 à 11 ans
- Minimes : de 12 à 13 ans
- Cadets : de 14 à 15 ans
- Scolaires : de 16 à 17 ans
- Juniors : de 18 à 19 ans
- Seniors : de 20 ans au 35e anniversaire accompli
- Masters : à partir de 35 ans

La L.B.F.A. a mis en place, en concertation avec l'ADEPS et le Ministre des sports, une politique sportive de haut niveau. Elle participe également au projet « Be Gold » avec le C.O.I.B. (Comité Olympique Inter-fédéral Belge) et l’ADEPS, afin d’encadrer au plus tôt les jeunes athlètes identifiés pour les jeux Olympiques du futur.
Complémentairement au suivi de haut niveau, la LBFA organise des activités pour les athlètes de niveau national.

## Entraîneurs
La LBFA organise une formation reconnue par l’ADEPS. Celle-ci s’articule sur plusieurs niveaux et s’organise dans plusieurs options : les jeunes, le sprint et les haies, les lancers, les sauts, le demi-fond, les épreuves combinées et les courses hors stade, etc.
Le GEFA (Groupement des Entraîneurs Francophone d’Athlétisme) regroupe les entraîneurs diplômés et organise des activités de formation continue (colloques…).

## Situation de l’athlétisme belge au niveau international
La L.R.B.A., communément appelée « Belgian Athletics », est la seule fédération belge officielle affiliée à l’IAAF, à l’EA et au COIB. Une seule fédération par pays peut faire partie de l’association et celle-ci doit respecter les règlements de l’I.A.A.F.
Les Co-présidents de la L.R.B.A. (Belgian Athletics) sont les présidents respectifs de la L.B.F.A. et de la V.A.L. La L.R.B.A. est composée de membres issus paritairement des deux ligues linguistiques.
L’I.A.A.F, association internationale des fédérations d’Athlétisme, regroupe six fédérations :
- C.A.A. : Confédération Africaine d’Athlétisme
- N.A.C.A.C. : North American, Central American and Caribbean Athletic Association
- CONSUDATLE : Confederation Sudamericana de Atletismo
- A.A.A. : Asian Athletics Association
- O.A.A. : Oceania Athletic Association
- E.A. : European Athletic Association